# Parti ouvrier et paysan français
Ne doit pas être confondu avec Parti ouvrier et paysan.
Le Parti ouvrier et paysan français (POPF) est un parti politique collaborationniste français actif de 1941 à 1944 et composé d'anciens parlementaires et élus locaux du Parti communiste.

## Historique

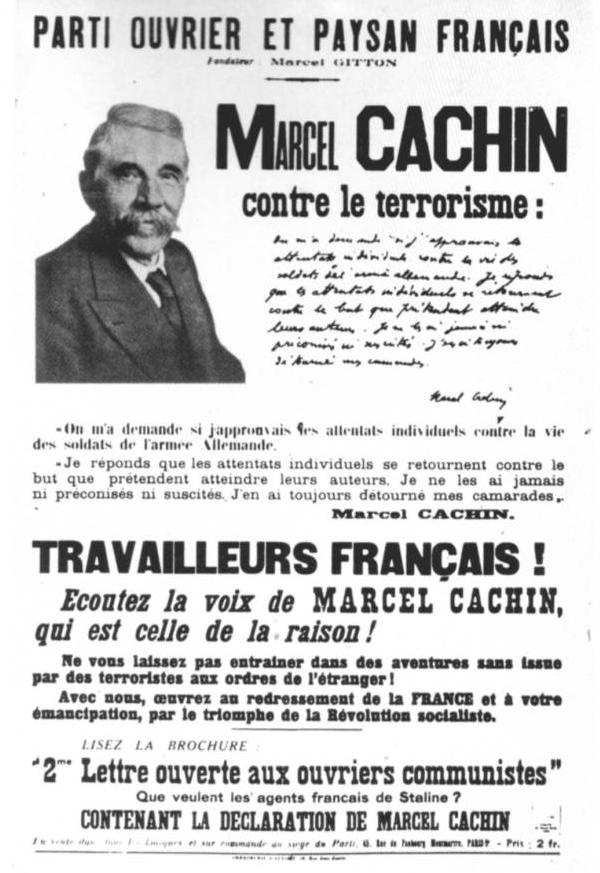
Tract distribué par le POPF reproduisant une lettre de Marcel Cachin contre les attentats individuels.

Le Parti ouvrier et paysan français est composé d'anciens élus du Parti communiste d'abord opposés au pacte germano-soviétique de septembre 1939, puis favorables sous l'occupation à la collaboration avec l'Allemagne.
Créé en février 1941, il est dirigé  par Marcel Gitton, ancien responsable communiste et informateur de la police sur les activités du parti, et par un comité central de 20 membres, presque tous parlementaires et élus municipaux de la région parisienne venant du PCF. Le POPF a ainsi compté 16 parlementaires PCF de 1936 sur 76, soit un sur cinq. Sur les 26 parlementaires ayant rompu avec le parti au moment du pacte germano-soviétique, 16 rejoignent le POPF. Malgré la présence de notabilités locales au sein du POPF, les militants communistes ne suivent pas la voie de la collaboration et la tentative de récupération échoue : il ne compte que 300 membres environ.
En septembre 1941, le POPF affiche sur les murs de la région parisienne une première « lettre ouverte aux ouvriers communistes », signée par 29 anciens dirigeants[Qui ?] du PCF. L'organisation fait figurer dans cette liste les noms d'une demi-douzaine de dirigeants du PCF pourtant restés fidèles à leur parti.
Une deuxième lettre ouverte reprit la lettre du 21 octobre 1941 de Marcel Cachin (membre du bureau politique du PCF et directeur de l’Humanité), pacifiste convaincu et inquiet du sort des premiers otages, au commandant Bömelburg, responsable de la police militaire allemande ; dans cette lettre, il condamne les attentats individuels contre l’armée allemande, comme d'ailleurs Charles de Gaulle à la même époque. Une autre raison de cette circonspection peut venir de l'idée qu'il est possible d'atteindre, avec des attentats aveugles, des communistes allemands enrôlés dans la Wehrmacht.
Les statuts du POPF sont enregistrés le 14 janvier 1942 après l'accord des autorités d'occupation et l'assassinat de son fondateur Marcel Gitton le 4 septembre 1941. Marcel Gitton, abattu par la résistance communiste, est remplacé par Marcel Capron, ouvrier métallurgiste, communiste de la première heure, député de la Seine entre 1932 et 1940 et maire d'Alfortville.
Le POPF et le Comité ouvrier de secours immédiat (Cosi), dirigés par quelques figures de la gauche anarchiste et syndicale, sont les principales organisations collaborationnistes issues de la gauche révolutionnaire. L'ancien député communiste André Parsal qui adhère au POPF, participe en juin 1942 à la création du Comité d'information ouvrière et sociale chargé de la propagande pour la relève en zone occupée. Sa Fédération française des travailleurs de l'agriculture est reconnue par l'ambassade d'Allemagne, soucieuse de développer la collaboration syndicale. Le POPF participe à d'autres organisations collaborationnistes destinées à enrégimenter la classe ouvrière (COSI, Front social du travail, etc.).
L'activité réelle du POPF est faible. L'une de ses rares manifestations publiques est d’adhérer en 1942 au Comité d'information ouvrière et sociale. En dépit de l'opposition du régime collaborationniste de Vichy, les autorités allemandes maintiennent certains membres du POPF dans leurs fonctions d'avant guerre. « Confinés dans des responsabilités de gestionnaires, ses membres ont visiblement pour principale fonction de maintenir la continuité souhaitée par l'Allemagne là où elle pourrait difficilement être assurée par un représentant de la droite classique. Qu'ils aient eu on non la velléité de faire plus, les communistes ralliés de la onzième heure n'auront été jusqu'au bout que des éléments passifs de la collaboration », souligne l'historien Pascal Ory.
Le POPF est particulièrement visé par les attentats communistes pendant la guerre, puis au moment de l'épuration.
Plusieurs membres du POPF, dont Lucien Chapelain, sont jugés en 1948 devant la chambre civique de la Seine et sont condamnés à des peines d'indignité nationale.